# Distrito de Paucarbamba
El Distrito peruano de Paucarbamba es uno de los once distritos que conforman la Provincia de Churcampa, ubicada en el Departamento de Huancavelica.

## Historia
Paucarbamba fue creado en la época de la Independencia.

## Geografía
La población total en este distrito es de 6 646 personas y tiene un área de 101,41 km².

## Autoridades

### Municipales
- 2011-2014[3]
  - Alcalde: Teodomiro Bernardo Conde Taipe, (Trabajando Para Todos).
  - Regidores:  Ulises Fidel Chavarria Toro (Trabajando Para Todos), Melquiades Hermógenes Ramírez Morales (Trabajando Para Todos), Antonia Bendezú Taipe (Trabajando Para Todos), Rafael Javier Duran (Trabajando Para Todos), Amilcar Arroyo Marin (Trabajando Para Todos).[4]
- 2023-2026
  - Alcalde: Guillermo Narciso Garcia Mosocoso [5]

### Policiales
- Comisario:  PNP.

### Religiosas
- Diócesis de Huancavelica[6]
  - Obispo de Huancavelica: Monseñor Isidro Barrio Barrio.[7]
- Parroquia
  - Párroco: Pbro. .